# Foramen lacerum
El foramen lacerum, también llamado agujero rasgado anterior, es un orificio doble de forma triangular situado en la base del cráneo. Está ubicado en la fosa craneal media, entre el hueso esfenoides, el vértice de la porción petrosa del hueso temporal y la porción basilar del hueso occipital. En sus proximidades se encuentra el 
foramen oval, el foramen espinoso y el foramen redondo mayor (foramen rotundum).El foramen lacerum no es en realidad un verdadero foramen, si se considera como tal
un canal óseo atravesado por estructuras neurovasculares, sino un espacio formado en la unión incompleta de tres estructuras óseas de la base del cráneo, su parte inferior está rellena de tejido cartilaginoso. Varias estructuras pasan a lo largo de los márgenes del foramen en dirección casi horizontal sin atravesarlo verticalmente. La arteria carótida interna penetra en el cráneo a través del conducto carotídeo tras lo cual transcurre por encima del cartílago que cubre el foramen lacerum. Una rama meníngea inconstante de la arteria faríngea ascendente y el nervio del conducto pterigoideo son las únicas estruturas que  transcurren por el foramen y perforan el cartílago que lo cubre.